# Hit 'em Up Style: Chart and Club Hits of Blu Cantrell
Hit 'em Up Style: Chart and Club Hits of Blu Cantrell este un album de compilație al interpretei americane Blu Cantrell. Acesta a fost lansat la data de 26 iulie 2005 în Statele Unite ale Americii.

## Lista cântecelor
1. „Hit 'em Up Style (Oops!)”
2. „Breathe”
3. „Till I'm Gone”
4. „I Love You”
5. „So Blu”
6. „10.000 Times”
7. „Holding on to Love”
8. „I'll Find a Way”
9. „Sleep in the Middle”
10. „Breathe” (remix)